# Жечо Тунчев
Жечо Тунчев е бивш български футболист, десен инсайд.

## Биография
Роден на 1 май 1910 г. във Варна. Играл е за Шипченски сокол (Варна) от 1927 до 1931 г. Наричан Перлата на футболна Варна. Смятан за един от най-големите футболни таланти на своето време. Умира едва на 21 години след заболяване от туберкулоза, само месеци след като е поканен в националния отбор.

### Кариера
През 1926 г. Жечо Тунчев влиза в новосъздадения втори отбор на Шипченски сокол, където тренира под ръководството на Димо Караилиев. Талантът му блесва изключително бързо и на следващата година е привлечен в първия състав на Шипченски сокол. През 1930 г. отборът гостува в Турция за два мача с националния отбор на страната и с шампиона Фенербахче, а Тунчев изпъква ярко и в двете срещи. Много бърз, с брилянтна техника, точен пас и елегантност. Английски специалисти, наблюдавали двубоите в Истанбул, изказват мнение, че Тунчев би намерил място във всеки елитен тим в Европа.
През сезон 1930/31 Тунчев бележи голове за победите с 2:0 над Тича и с 4:0 над Владислав (Варна), които по това време са изключително силни, а Шипченски сокол става първенец на Варна. На 9 април 1931 г. десният инсайд се разписва за престижното равенство 1:1 с гръцкия Аполон (Атина). Воден от Тунчев, през същата година Шипченски сокол достига до финала на държавното първенство.
През зимната пауза на сезон 1931/32 Жечо Тунчев заболява от неизлечимата тогава скоротечна туберкулоза и умира на 14 януари 1932 г. В памет на своя съотборник, футболистите на Шипченски сокол решават да излязат с човек по-малко в първия си официален мач след кончината му. Така на 18 април „соколите“ се изправят с 10 души срещу градския съперник Владислав, като никой не застава на мястото на Тунчев. Въпреки това, Шипченски сокол побеждава с 5:1.